# بافول ستراوس
بافول ستراوس (بالسلوفاكية: Pavol Strauss) هو طبيب وكاتب وشاعر سلوفاكي، ولد في 30 أغسطس 1912 في ليبتوفسكي ميكولاش في سلوفاكيا، وتوفي في 3 يونيو 1994 في نيترا في سلوفاكيا.